# فرد راسيل (لاعب كرة قدم أمريكية)
فرد راسيل (بالإنجليزية: Fred Russell)‏ هو لاعب كرة قدم أمريكية ولاعب كرة قدم كندية أمريكي، ولد في 14 سبتمبر 1980.